# Augenachse
Die Definition von Augenachsen beinhaltet in der Augenheilkunde und Augenoptik eine Reihe von gedachten Verbindungslinien zwischen zwei oder mehr Punkten innerhalb oder außerhalb des Auges. Sie dienen als Orientierung zu bestimmten diagnostischen Zwecken oder bei der Anfertigung von optischen Korrekturen. Die verwendete Terminologie stützt sich dabei auf unterschiedliche Quellen und ist deshalb nicht immer einheitlich. So wird auch bei einem Astigmatismus gelegentlich der Winkel zwischen Einfallsebene und Horizontalebene fälschlicherweise als „Augenachse“ bezeichnet. Nachfolgende Definitionen von Augenachsen sind in der Literatur beschrieben:
- Die anatomische Achse bezeichnet die Gerade zwischen dem vorderen und hinteren Pol des Augapfels, genauer gesagt: zwischen der Hornhautmitte und dem Krümmungsmittelpunkt des hinteren Augenabschnitts. Diese Definition entspricht auch der Baulänge des Auges, die zur Bestimmung von axialen Brechungsfehlern herangezogen wird.
- Die optische Achse ist die Gerade zwischen den Krümmungsmittelpunkten von brechenden Flächen in einem zentrierten System.
- Als Sehachse (Gesichtslinie, Sehlinie) wird eine Gerade bezeichnet, die von der Fovea centralis zum Fixierobjekt verläuft.[1]
- Unter Blicklinie versteht man die Gerade zwischen dem Drehpunkt des Auges und dem Fixierobjekt.
- Pupillenachse bezeichnet die Gerade zwischen Hornhautmitte und Pupillenmitte.

Zwischen einzelnen Augenachsen besteht eine Beziehung hinsichtlich ihres Verlaufs zueinander, die mit folgenden Begriffen definiert werden:
- Winkel Alpha – bezeichnet den Winkel zwischen optischer Achse und Gesichtslinie,
- Winkel Gamma – bezeichnet den Winkel zwischen optischer Achse und Blicklinie,
- Winkel Kappa – bezeichnet den Winkel zwischen Gesichtslinie und Pupillenachse.

Die Kenntnis über die jeweiligen Abweichungen der Achsen voneinander macht man sich in der strabologischen Diagnostik bei der Beurteilung von Hornhautreflexbildern und somit der Augenstellung zu Nutze. Insbesondere die Betrachtung des Winkels Kappa zur Identifikation eines Pseudostrabismus ist dabei von Relevanz.